# Episodi di Rombi di tuono e cieli di fuoco per i Biocombat (seconda stagione)
La seconda stagione della serie animata Rombi di tuono e cieli di fuoco per i Biocombat è stata trasmessa negli Stati Uniti dal 26 ottobre 1997 al 13 marzo 1998, mentre in Italia dal 2 al 18 novembre 1998.
| N° | Titolo italiano                      | Titolo originale             | Prima TV USA     | Prima TV Italia  |
| -- | ------------------------------------ | ---------------------------- | ---------------- | ---------------- |
| 1  | Dopo l'esplosione                    | Aftermath                    | 26 ottobre 1997  | 2 novembre 1998  |
| 2  | Lo sbarco (prima parte)              | Coming of the Fuzors: Part 1 | 2 novembre 1997  | 3 novembre 1998  |
| 3  | Lo sbarco (seconda parte)            | Coming of the Fuzors: Part 2 | 9 novembre 1997  | 4 novembre 1998  |
| 4  | La stazione di rifornimento          | Tangled Web                  | 16 novembre 1997 | 5 novembre 1998  |
| 5  | Il tradimento                        | Maximal, No More             | 23 novembre 1997 | 6 novembre 1998  |
| 6  | Minaccia aliena (prima parte)        | Other Visits: Part 1         | 8 febbraio 1998  | 9 novembre 1998  |
| 7  | Minaccia aliena (seconda parte)      | Other Visits: Part 2         | 15 febbraio 1998 | 10 novembre 1998 |
| 8  | Il ritrovamento                      | Bad Spark                    | 22 febbraio 1998 | 11 novembre 1998 |
| 9  | Un grande eroe                       | Code of Hero                 | 9 marzo 1998     | 12 novembre 1998 |
| 10 | L'arrivo di Convertor                | Transmutate                  | 10 marzo 1998    | 13 novembre 1998 |
| 11 | Il coraggio di Grifo (prima parte)   | The Agenda: Part 1           | 11 marzo 1998    | 16 novembre 1998 |
| 12 | Il coraggio di Grifo (seconda parte) | The Agenda: Part 2           | 12 marzo 1998    | 17 novembre 1998 |
| 13 | Il coraggio di Grifo (terza parte)   | The Agenda: Part 3           | 13 marzo 1998    | 18 novembre 1998 |

## Dopo l'esplosione
- Titolo originale:
- Diretto da: Colin Davies
- Scritto da: Larry DiTillio

### Trama
L'esplosione a transcurvatura, che si traduce nella distruzione della luna artificiale dei Vok, scatena un'onda di Energon, il cui impatto spinge Terrorsaur e Scorpionok dentro il magma all'interno della stazione Predacon, uccidendoli. Rattilus e Ghepard acquisiscono nuove forme transmetalliche dovute all'irradiazione, così come Megatron e Tarantulas.

## Lo sbarco (prima parte)
- Titolo originale:
- Diretto da: Steve Sacks
- Scritto da: Bob Forward

### Trama
A séguito dell'esplosione, precipitano sul pianeta alcune navicelle che inevitabilmente si danneggiano e da queste vengono alla luce due fuzor ovvero fusioni di animali: Grifo che è un lupo con ali d'aquila, e Serpex che è uno scorpione con testa di cobra al posto del pungiglione. Megatron riesce a convincerli a unirsi ai Predacon. Dinobot, vedendo che è rimasta una luna sola, capisce: quello strano pianeta è proprio la Terra, lì dove si combatté la Grande Guerra tra Autobot e Decepticon. Così ruba i due dischi d'oro (quello rubato da Megatron su Cybetron e quello trovato da Fòrmicon sulla Terra) dopo che Punginator gli conferma che il pianeta è proprio la Terra allo stato preistorico. Nel frattempo, Tarantulas riesce a scaricare la sua mente nel suo nuovo corpo transmetallico. Mentre Rhinox prova a ritrovare la scintilla di Black Jack disattivandosi in un sonno profondo, Dinobot, Rattilus e Ghepard affrontano le truppe di Megatron con la flebile speranza di non fargli raggiungere la base.

## Lo sbarco (seconda parte)
- Titolo originale:
- Diretto da: Cal Shumiatcher
- Scritto da: Bob Forward

### Trama
Megatron capisce il piano di Rhinox e manda alcuni dei Predacon alla base. Fortunatamente, grazie agli sforzi di Rhinox, Black Jack ritorna in vita con forma trasmetallica grazie a una protoforma vuota, senza scintilla, che il rinoceronte gli ha messo a disposizione, e, dopo una battaglia coi Predacon alle porte dell'Axalon, Grifo si unisce ai Maximal.

## La stazione di rifornimento
- Titolo originale:
- Diretto da: Craig McEwen
- Scritto da: Len Wein

### Trama
Tarantulas, Serpex e Black Arachnia vengono inviati a impadronirsi di una nuova postazione Predacon per rifornirsi di Energon ma le loro intenzioni vengono contrastante dall'intervento di Rattilus e Grifo che complicano le cose.

## Il tradimento
- Titolo originale:
- Diretto da: Trenton Carlson
- Scritto da: Patrick Barry

### Trama
Dopo aver realizzato quanto Megatron sia vicino alla vittoria, Dinobot soffre una crisi di lealtà e pensa di rientrare nei Predacon. Durante una missione di ricognizione, Dinobot viene catturato da loro. Così, invece di affrontarli, annuncia di voler tornare a essere di nuovo un Predacon. Egli è in grado di dimostrare la sua lealtà sconfiggendo Serpex ma successivamente, dopo aver consegnato il disco d'oro a Megatron, quando viene costretto da questi a uccidere Rattilus, comincia a rivalutare la sua fedeltà e decide di rimanere coi Maximal.

## Minaccia aliena (prima parte)
- Titolo originale:
- Diretto da: John Pozer
- Scritto da: Larry DiTillio

### Trama
Tigertron e Falcon Lady vengono trasportati nello spazio dopo aver scoperto un nuovo dispositivo alieno. Di loro non si hanno più tracce. I Maximal e i Predacon combattono per il controllo dell'arma che infine rimane ai secondi.

## Minaccia aliena (seconda parte)
- Titolo originale:
- Diretto da: Colin Davies
- Scritto da: Larry DiTillio

### Trama
Megatron ottiene il controllo dell'arma aliena e prevede di usarla per conquistare Cybertron. I Maximal sono costretti a una difficile alleanza con Tarantulas per fermarlo.

## Il ritrovamento
- Titolo originale:
- Diretto da: Steve Sacks e Jonathan Goodwill
- Scritto da: Greg Johnson

### Trama
La psicotica Protoforma X atterra sul pianeta. Dopo che Black Jack e Ghepard la ritrovano senza vita, Fòrmicon fa esplodere un serbatoio di Energon sotto la navicella riattivando così la scintilla della Protoforma. Appena risvegliata, questa attacca indifferentemente Maximal e Predacon. Alla fine, Megatron gli toglie un frammento della scintilla dal corpo per costringerlo a unirsi ai Predacons con un nuovo nome:  Granchior. Durante questi eventi, Grifo e Black Arachnia iniziano a piacersi l'un l'altra.

## Un grande eroe
- Titolo originale:
- Diretto da: Bob Forward
- Scritto da: Ian Weir

### Trama
I Predacon tentano di annientare una colonia di pre-umani per cambiare l'esito della futura guerra tra gli Autobot e i Decepticon. Nonostante non ci sia nessun altro Maximal intorno, Dinobot si trova di fronte l'intero esercito Predacon in battaglia. Egli cerca di impedire loro di cambiare la storia, anche a costo di sacrificare la sua vita.
- Questo episodio è diffusamente considerato come uno dei migliori episodi della storia dei Transformers e i DVD distribuiti nella Regione 1 lo descrivono come il "potente fulcro della serie". È anche considerato come l'episodio che ha catapultato Dinobot nel Hall of Fame dei Transformers nel 2010.[senza fonte]

## L'arrivo di Convertor
- Titolo originale:
- Diretto da: George Samilski, Sean Osborne e J.Falconer
- Scritto da: Christy Marx

### Trama
Un transformer difettoso di nome Convertor è stato creato da una navicella danneggiata. Grifo e Granchior competono per ottenere la sua fiducia ma Convertor viene ucciso dal suo stesso potere, durante un tentativo di interrompere la lotta tra quelli che considera i suoi amici.

## Il coraggio di Grifo (prima parte)
- Titolo originale:
- Diretto da: Cal Shumiatcher
- Scritto da: Bob Forward

### Trama
Il Consiglio Tripredacus viene avvertito dall'esplosione causata dalla distruzione del dispositivo alieno in "L’arrivo" e riconosce che il segnale è mandato dalla nave di Megatron. Dopo aver impedito all'onda di raggiungere i Maximal su Cybertron affinché non sappiano dei loro compagni sulla Terra, il Consiglio decide di inviare un agente segreto per catturare Megatron. L'agente si rivela essere l'ex Decepticon Ravage, che fa un'alleanza coi Maximal al fine di catturare Megatron.

## Il coraggio di Grifo (seconda parte)
- Titolo originale:
- Diretto da: Owen Hurley
- Scritto da: Bob Forward

### Trama
Black Jack e Ghepard tentano di recuperare una scorta di Energon ma vengono danneggiati quando il deposito viene distrutto da Fòrmicon. All'interno della nave dell'agente Predacon, Megatron vince la fedeltà di Ravage mostrandogli un messaggio lasciato dall'originale Megatron. Nel frattempo, Grifo segue Black Arachnia verso una montagna cui Megatron è interessato.

## Il coraggio di Grifo (terza parte)
- Titolo originale:
- Diretto da: Colin Davies e Asaph Fipke
- Scritto da: Bob Forward

### Trama
Rattilus riesce a distruggere la nave Predacon e l'agente Ravage con questa. Granchior viene distrutto a causa di un missile automatico partito per errore. Nel frattempo Black Arachnia e Grifo trovano ciò che Megatron in realtà è venuto a cercare sulla Terra: l'Arca, la nave che trasportava gli Autobot e i Decepticon che si scontreranno nella Grande Guerra del 1984. Dopo aver violato il sistema di difesa del Teletraan I (il computer semi-senziente dell'arca), Megatron procede alla sala di controllo e lancia un'esplosione di energia sul corpo dormiente di Commander, provocando una tempesta che fa variare il tempo e inizia a cancellare i Maximal dalla realtà.